# Dirka po Italiji 2012
Dirka po Italiji 2012 (italijansko Giro d'Italia 2012) je 95. izvedba dirke po Italiji, tritedenske moške cestne kolesarske etapne dirke. Začela se je 5. maja v Herningu in končala 27. maja v Milanu. Sodelovalo je 198 kolesarjev iz 22-ih ekip. Rožnato majico je prvič osvojil Ryder Hesjedal (Garmin–Barracuda), drugo mesto Joaquim Rodríguez (Team Katusha), tretje pa Thomas De Gendt (Vacansoleil-DCM). Rdečo majico je osvojil Joaquim Rodríguez, modro majico Matteo Rabottini (Farnese Vini–Selle Italia), belo majico pa Rigoberto Urán (Team Sky).

## Ekipe
ProTeams
- Ag2r-La Mondiale
- Astana
- BMC Racing Team
- Euskaltel-Euskadi
- FDJ–BigMat
- Garmin–Barracuda
- Lampre-ISD
- Liquigas-Cannondale
- Lotto–Belisol
- Movistar Team
- Omega Pharma–Quick-Step
- Orica–GreenEDGE
- Rabobank
- RadioShack–Nissan
- Team Katusha
- Team Saxo Bank
- Team Sky
- Vacansoleil-DCM

UCI Professional Continental teams
- Androni Giocattoli–Venezuela
- Colnago–CSF Bardiani
- Farnese Vini–Selle Italia
- Team NetApp

## Etape
| Etapa | Datum   | Štart/Cilj                               | Razdalja    | Tip         | Tip                    | Zmagovalec                 |             |
| ----- | ------- | ---------------------------------------- | ----------- | ----------- | ---------------------- | -------------------------- | ----------- |
| 1     | 5. maj  | Herning (Danska)                         | 8,7 km      |             | posamični kronometer   | Taylor Phinney (USA)       |             |
| 2     | 6. maj  | Herning (Danska)                         | 206 km      |             | ravninska etapa        | Mark Cavendish (GBR)       |             |
| 3     | 7. maj  | Horsens (Danska)                         | 190 km      |             | ravninska etapa        | Matthew Goss (AUS)         |             |
|       | 8. maj  | dan počitka                              | dan počitka | dan počitka | dan počitka            | dan počitka                | dan počitka |
| 4     | 9. maj  | Verona                                   | 33,2 km     |             | ekipni kronometer      | Garmin–Barracuda           |             |
| 5     | 10. maj | Modena – Fano                            | 209 km      |             | ravninska etapa        | Mark Cavendish (GBR)       |             |
| 6     | 11. maj | Urbino – Porto Sant'Elpidio              | 210 km      |             | hribovito-gorska etapa | Miguel Ángel Rubiano (COL) |             |
| 7     | 12. maj | Recanati – Rocca di Cambio               | 205 km      |             | hribovito-gorska etapa | Paolo Tiralongo (ITA)      |             |
| 8     | 13. maj | Sulmona – Lago Laceno                    | 229 km      |             | hribovito-gorska etapa | Domenico Pozzovivo (ITA)   |             |
| 9     | 14. maj | San Giorgio del Sannio – Frosinone       | 166 km      |             | ravninska etapa        | Francisco Ventoso (ESP)    |             |
| 10    | 15. maj | Civitavecchia – Assisi                   | 186 km      |             | hribovita etapa        | Joaquim Rodríguez (ESP)    |             |
| 11    | 16. maj | Assisi – Montecatini Terme               | 255 km      |             | hribovita etapa        | Roberto Ferrari (ITA)      |             |
| 12    | 17. maj | Seravezza – Sestri Levante               | 155 km      |             | hribovito-gorska etapa | Lars Bak (DEN)             |             |
| 13    | 18. maj | Savona – Cervere                         | 121 km      |             | ravninska etapa        | Mark Cavendish (GBR)       |             |
| 14    | 19. maj | Cherasco – Cervinia                      | 206 km      |             | gorska etapa           | Andrey Amador (CRC)        |             |
| 15    | 20. maj | Busto Arsizio – Lecco–Pian dei Resinelli | 169 km      |             | gorska etapa           | Matteo Rabottini (ITA)     |             |
|       | 21. maj | dan počitka                              | dan počitka | dan počitka | dan počitka            | dan počitka                | dan počitka |
| 16    | 22. maj | Limone sul Garda – Pfalzen               | 173 km      |             | hribovita etapa        | Ion Izagirre (ESP)         |             |
| 17    | 23. maj | Pfalzen – Cortina d'Ampezzo              | 186 km      |             | gorska etapa           | Joaquim Rodríguez (ESP)    |             |
| 18    | 24. maj | San Vito di Cadore – Vedelago            | 149 km      |             | ravninska etapa        | Andrea Guardini (ITA)      |             |
| 19    | 25. maj | Treviso – Alpe di Pampeago               | 198 km      |             | gorska etapa           | Roman Kreuziger (CZE)      |             |
| 20    | 26. maj | Caldes-Val di Sole – Prelaz Stelvio      | 219 km      |             | gorska etapa           | Thomas De Gendt (BEL)      |             |
| 21    | 27. maj | Milano                                   | 28,2 km     |             | posamični kronometer   | Marco Pinotti (ITA)        |             |
|       | Skupaj  | Skupaj                                   | 3502,1 km   | 3502,1 km   | 3502,1 km              | 3502,1 km                  | 3502,1 km   |

## Razvrstitev po klasifikacijah
| Etapa  | Zmagovalec           | Rožnata majica ·     | Rdeča majica ·    | Modra majica ·       | Bela majica ·        | Ekipno po času      | Ekipne po točkah |
| ------ | -------------------- | -------------------- | ----------------- | -------------------- | -------------------- | ------------------- | ---------------- |
| 1      | Taylor Phinney       | Taylor Phinney       | Taylor Phinney    | brez                 | Taylor Phinney       | Garmin–Barracuda    | Garmin–Barracuda |
| 2      | Mark Cavendish       | Taylor Phinney       | Mark Cavendish    | Alfredo Balloni      | Taylor Phinney       | Garmin–Barracuda    | Garmin–Barracuda |
| 3      | Matthew Goss         | Taylor Phinney       | Matthew Goss      | Alfredo Balloni      | Taylor Phinney       | Garmin–Barracuda    | Garmin–Barracuda |
| 4      | Garmin–Barracuda     | Ramūnas Navardauskas | Matthew Goss      | Alfredo Balloni      | Ramūnas Navardauskas | Garmin–Barracuda    | Garmin–Barracuda |
| 5      | Mark Cavendish       | Ramūnas Navardauskas | Matthew Goss      | Alfredo Balloni      | Ramūnas Navardauskas | Garmin–Barracuda    | Garmin–Barracuda |
| 6      | Miguel Ángel Rubiano | Adriano Malori       | Matthew Goss      | Miguel Ángel Rubiano | Adriano Malori       | Garmin–Barracuda    | Garmin–Barracuda |
| 7      | Paolo Tiralongo      | Ryder Hesjedal       | Matthew Goss      | Miguel Ángel Rubiano | Peter Stetina        | Garmin–Barracuda    | Garmin–Barracuda |
| 8      | Domenico Pozzovivo   | Ryder Hesjedal       | Matthew Goss      | Miguel Ángel Rubiano | Damiano Caruso       | Liquigas-Cannondale | Garmin–Barracuda |
| 9      | Francisco Ventoso    | Ryder Hesjedal       | Matthew Goss      | Miguel Ángel Rubiano | Damiano Caruso       | Liquigas-Cannondale | Garmin–Barracuda |
| 10     | Joaquim Rodríguez    | Joaquim Rodríguez    | Matthew Goss      | Miguel Ángel Rubiano | Damiano Caruso       | Liquigas-Cannondale | Garmin–Barracuda |
| 11     | Roberto Ferrari      | Joaquim Rodríguez    | Mark Cavendish    | Miguel Ángel Rubiano | Damiano Caruso       | Liquigas-Cannondale | Garmin–Barracuda |
| 12     | Lars Bak             | Joaquim Rodríguez    | Mark Cavendish    | Michał Gołaś         | Damiano Caruso       | Movistar Team       | Garmin–Barracuda |
| 13     | Mark Cavendish       | Joaquim Rodríguez    | Mark Cavendish    | Michał Gołaś         | Damiano Caruso       | Movistar Team       | Garmin–Barracuda |
| 14     | Andrey Amador        | Ryder Hesjedal       | Mark Cavendish    | Michał Gołaś         | Rigoberto Urán       | Movistar Team       | Garmin–Barracuda |
| 15     | Matteo Rabottini     | Joaquim Rodríguez    | Mark Cavendish    | Matteo Rabottini     | Sergio Henao         | Movistar Team       | Garmin–Barracuda |
| 16     | Jon Izagirre         | Joaquim Rodríguez    | Mark Cavendish    | Matteo Rabottini     | Sergio Henao         | Movistar Team       | Garmin–Barracuda |
| 17     | Joaquim Rodríguez    | Joaquim Rodríguez    | Mark Cavendish    | Matteo Rabottini     | Rigoberto Urán       | Movistar Team       | Garmin–Barracuda |
| 18     | Andrea Guardini      | Joaquim Rodríguez    | Mark Cavendish    | Matteo Rabottini     | Rigoberto Urán       | Movistar Team       | Garmin–Barracuda |
| 19     | Roman Kreuziger      | Joaquim Rodríguez    | Mark Cavendish    | Matteo Rabottini     | Rigoberto Urán       | Movistar Team       | Garmin–Barracuda |
| 20     | Thomas De Gendt      | Joaquim Rodríguez    | Joaquim Rodríguez | Matteo Rabottini     | Rigoberto Urán       | Lampre-ISD          | Garmin–Barracuda |
| 21     | Marco Pinotti        | Ryder Hesjedal       | Joaquim Rodríguez | Matteo Rabottini     | Rigoberto Urán       | Lampre-ISD          | Garmin–Barracuda |
| Skupaj | Skupaj               | Ryder Hesjedal       | Joaquim Rodríguez | Matteo Rabottini     | Rigoberto Urán       | Lampre-ISD          | Garmin–Barracuda |

## Končna razvrstitev
| Legenda | Legenda                                  | Legenda | Legenda                                    |
| ------- | ---------------------------------------- | ------- | ------------------------------------------ |
|         | Predstavlja vodilnega v skupnem seštevku |         | Predstavlja najboljšega mladega kolesarja  |
|         | Predstavlja vodilnega po točkah          |         | Predstavlja vodilnega v gorski razvrstitvi |